# Рихтер, Эмма
Эмма Рихтер (урождённая Эмма Хютер) (нем. Emma Richter; 4 марта 1888, Штайнхайм (Вестфалия) — 15 ноября 1956, Франкфурт-на-Майне, ФРГ) — немецкий палеонтолог, известная своими исследованиями трилобитов.

## Биография
Детство провела в г. Швебиш-Халль. Около 1900 года приехала во Франкфурт-на-Майне, где занималась на учительском семинаре, стала педагогом. Интересовалась геологией и палеонтологией.
В 1913 году вышла замуж за палеонтолога Рудольфа Рихтера и около 45 лет работала в Зенкенбергском музее, директором которого был её муж. В годы Первой мировой войны замещала мужа в качестве руководителя музея.
Вместе с мужем написала ряд статей о трилобитах, была ведущим специалистом в этой области, благодаря хорошей памяти, навыкам рисования и большим техническим навыкам анатомирования.
Вместе с Рудольфом Рихтером опубликовала более 70 научных работ, почти все из которых посвящены трилобитам и их использованию в стратиграфии. Руководила палеонтологическими коллекциями Зенкенбергского музея.
Разработала новый способ палеоэкологической оценки вымерших ракообразных. Работала со своим мужем над несколькими проектами, включая изучение 500 полутоновых изображений трилобитов, все из которых были нарисованы ею, для их книги Die Trilobiten des Oberdevons Beiträge zur Kenntnis devonischer Trilobiten и созданием сравнительной базы данных с более чем 44 000 изображений трилобитов со всего мира.
В 1934 году Рихтер стала почётным членом Американского палеонтологического общества, а в 1949 году — почетным доктором Тюбингенского университета.